# 法界觀
法界觀，漢傳佛教華嚴宗祖師，根據《華嚴經》所創立的修行方法。

## 歷史
最早始於杜順所著《法界觀門》，他提出法界三觀，包括真空觀、理事無礙觀、周遍含容觀。
智儼根據杜順的三法界觀，提出十玄門。
三祖賢首法藏，基於三法界觀，提出四法界觀，包括事法界、理法界、理事無礙法界、事事無礙法界。
五祖澄觀，融通了圓覺經與華嚴宗的法界觀，進一步完備了相關思想。